# 塩化ミューオニウム
塩化μオニウム（えんかミューオニウム、羅:Myonium chloratum、Myonii chloridum、英: muonium chloride）は、エキゾチック原子であるμオニウムからなる無機化合物であり、塩化物の一種で、化学式はMuClである。構成原子であるμオニウム（元素記号Mu）は相対的に重い荷電レプトンである反μ粒子と軽い電子が電磁相互作用に依って束縛状態にある原子であり、陽子と電子からなる通常の水素に倣って命名される。 2001年に、或科学者が合成に成功した。塩化μオニウムの半減期は2μ秒である 。

## 化学的性質
塩化μオニウムは、塩化物イオンと反μ粒子（反ミューオン）に分解する 。塩化物イオンと反μ粒子が イオン結合を介し出来ている為である。